# Tchernihivska (métro de Kiev)
Tchernihivska(ukrainien : Чернігівська) est une station de la ligne Svyatochins'ko-Brovars'ka (M1) du métro de Kiev. Elle est située, sur la rive gauche du Dniepr, dans le raïon de Desna en limite avec celui de Dnipro de la ville de Kiev en Ukraine.
Mise en service en 1968, elle est desservie par les rames de la ligne M1. Le service est arrêté ou perturbé depuis l'invasion de l'Ukraine par la Russie en 2022.

## Situation sur le réseau
Établie en surface, la station Tchernihivska, est une station de passage de la Ligne Svyatochins'ko-Brovars'ka (M1) du métro de Kiev. Elle est située entre la station Darnitsya, en direction du terminus ouest Akademmistetchko, et la station Lisova terminus est de la ligne.
Elle dispose d'un quai central encadré par les deux voies de la ligne.

## Histoire
La station Tchernihivska est mise en service le 4 octobre 1968, lors de l'ouverture à l'exploitation de la section, de Darnitsya au nouveau terminus Techernigivs'ka. La station est due aux architectes : ET. Maslenkov et V. Bogdanovsky.

## Services aux voyageurs

### Accès et accueil

Installations
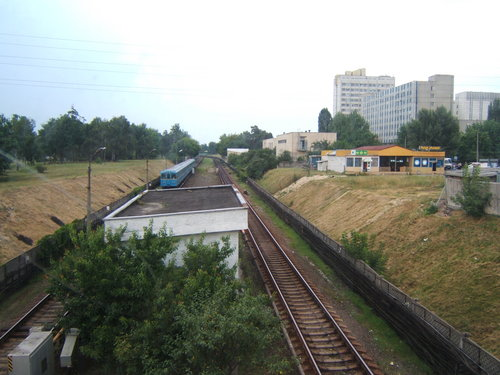
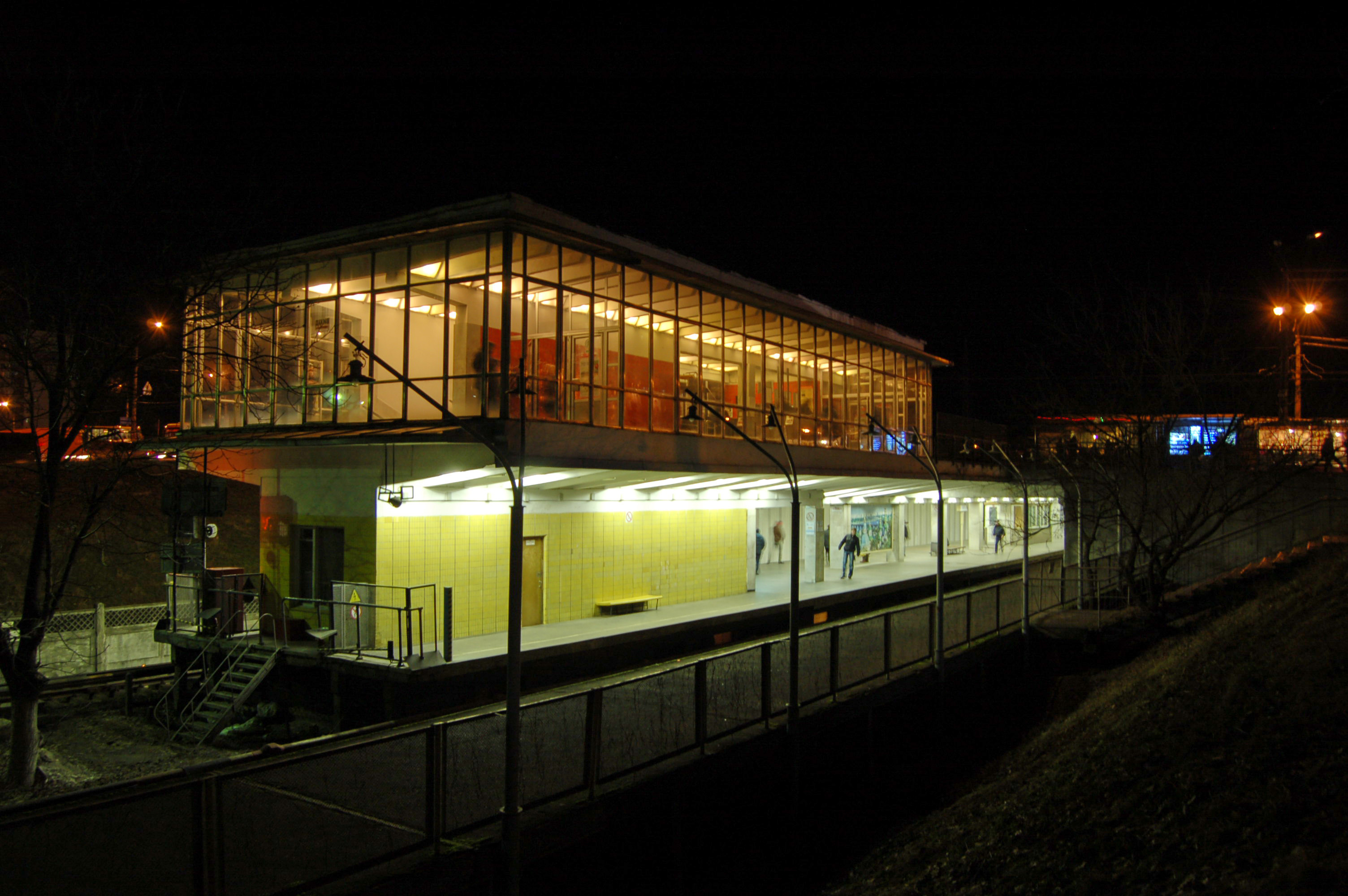

### Desserte
Techernigivs'ka est desservie par les rames de la ligne M1.

Installations et desserte
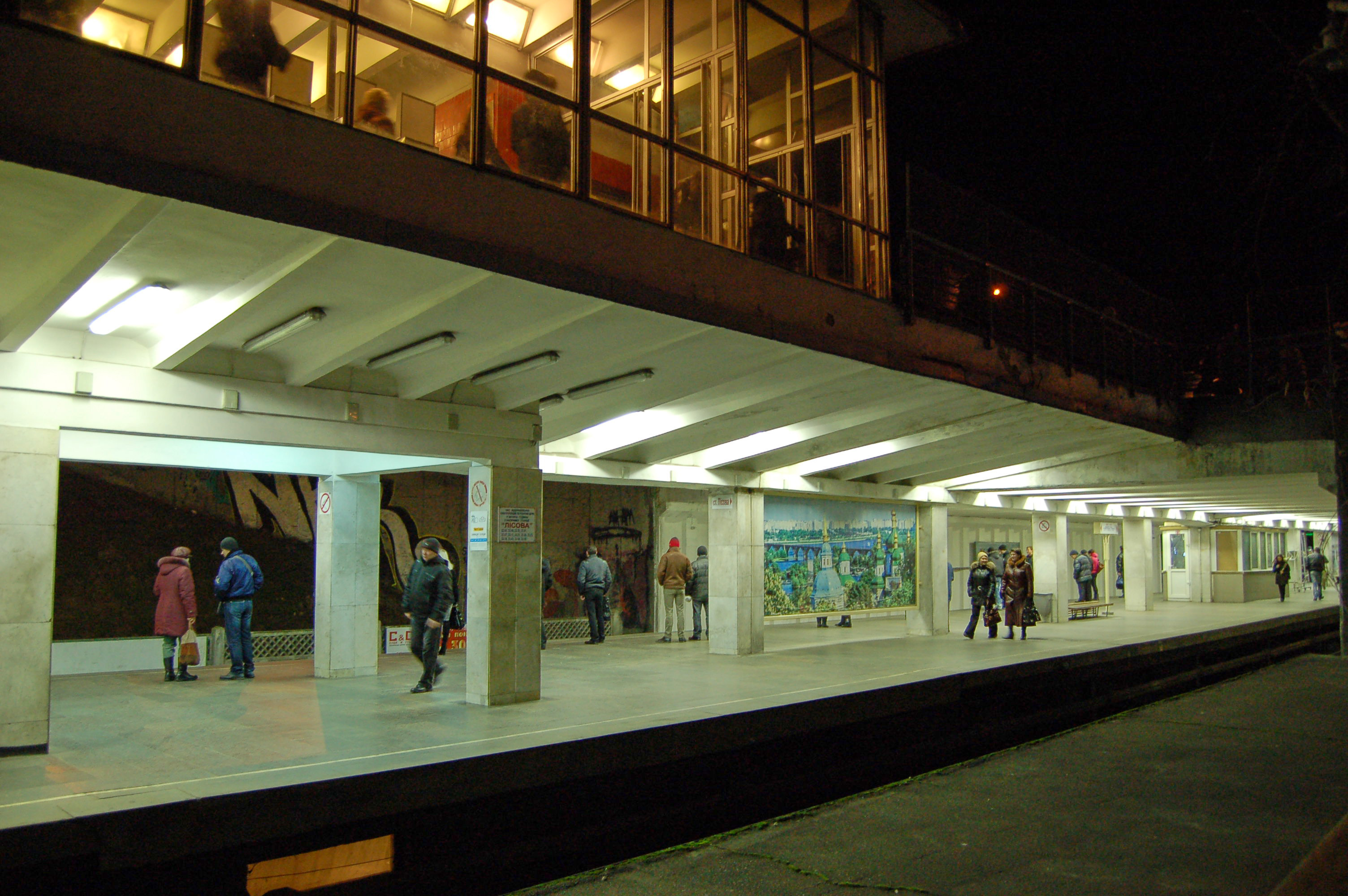
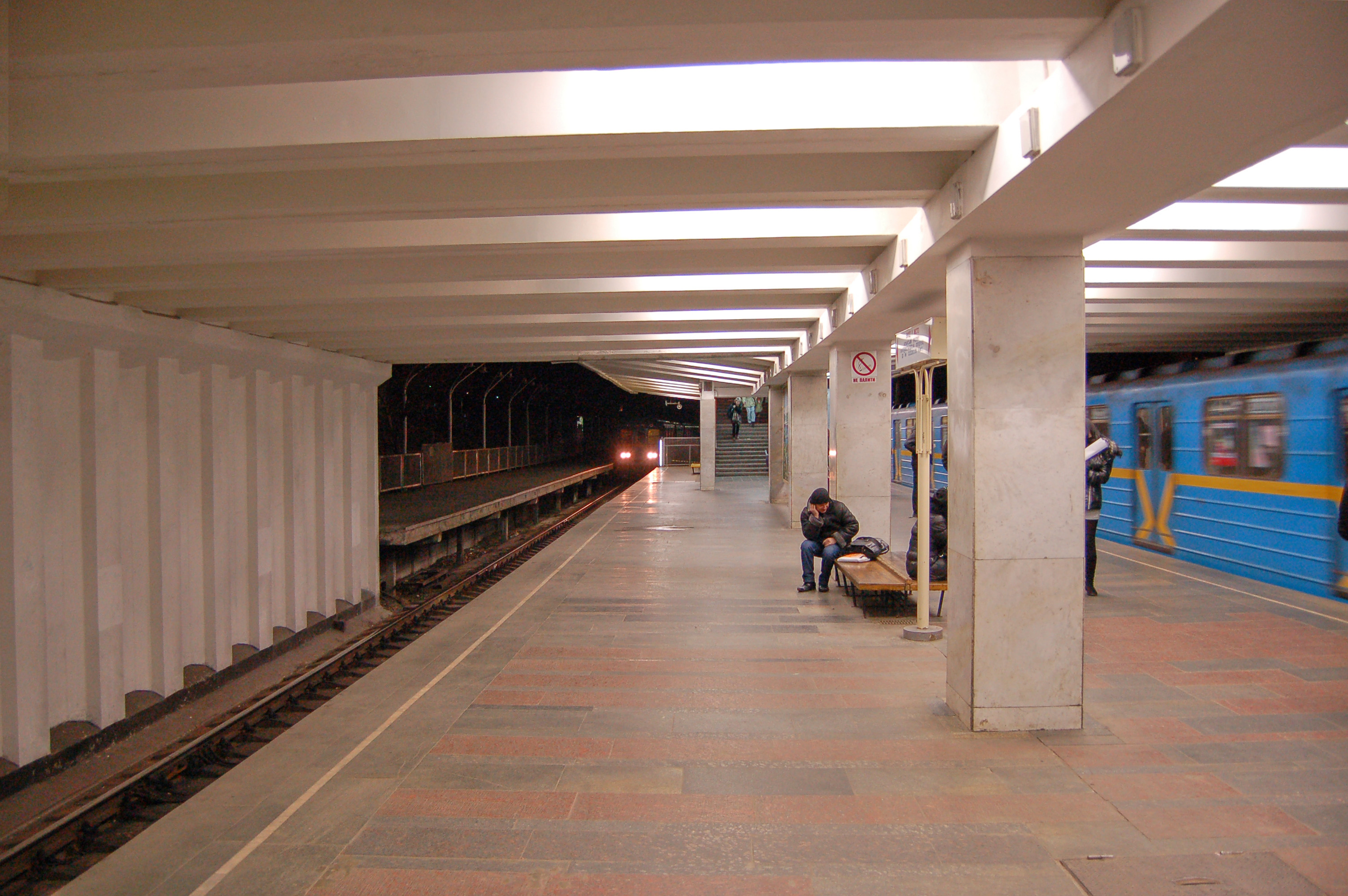
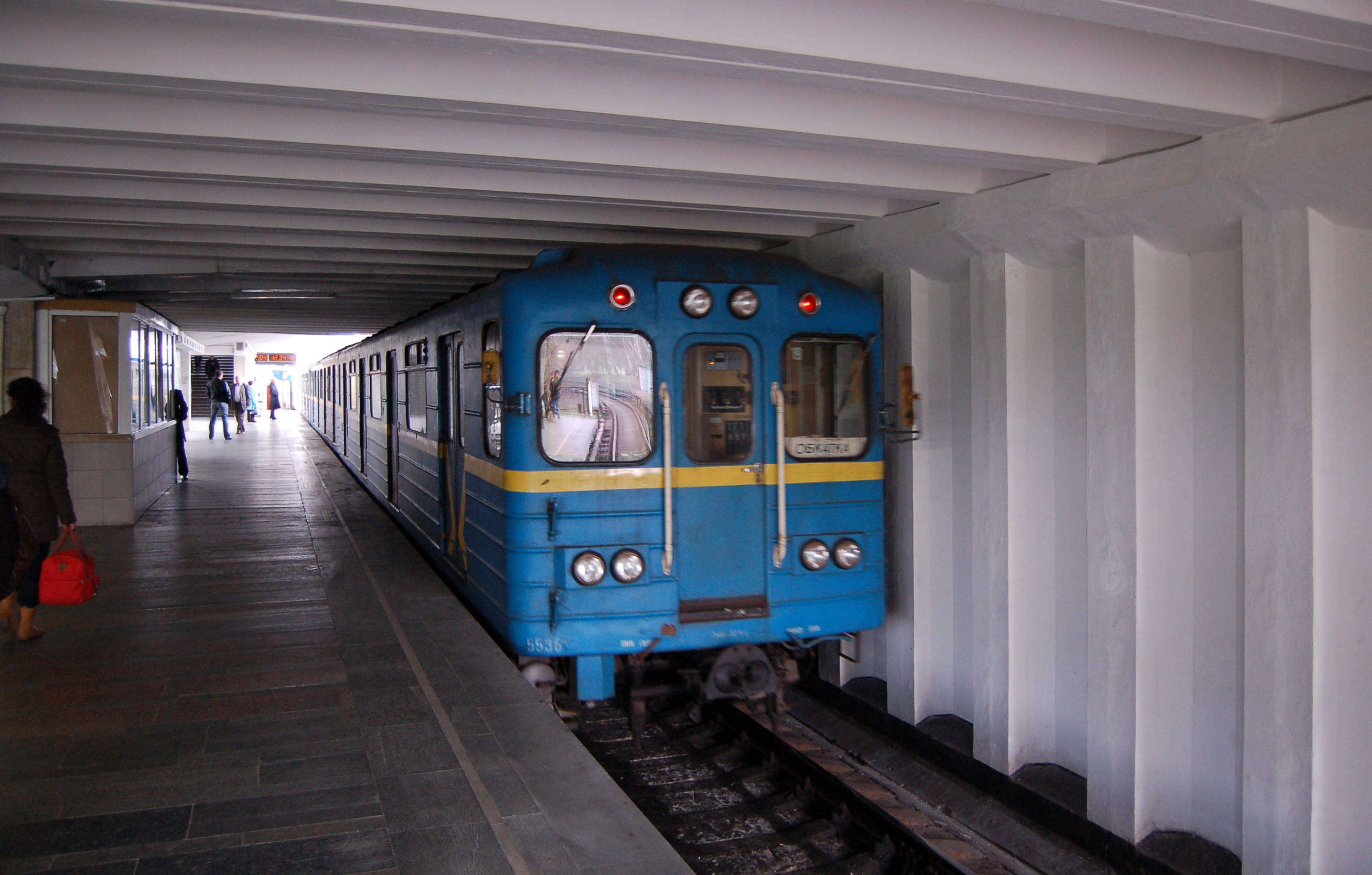